# Oxyrrhynchium tenuinerve
Oxyrrhynchium tenuinerve là một loài rêu trong họ Brachytheciaceae. Loài này được Cardot Dixon mô tả khoa học đầu tiên năm 1931.